# The Young Professionals
The Young Professionals (abrégé en TYP ou T¥P) est un groupe Israélien d'electro-pop composé du chanteur Ivri Lider (en Hébreu עברי לידר, né le 10 février 1974) et du producteur Johnny Goldstein (en Hébreu יונתן גולדשטיין, né le 29 janvier 1991). Le groupe mixe des sons électros, de guitares et de percussions pour créer une musique décrite comme pop alternative. T¥P réalise aussi des remix, notamment de la chanson À l'ombre de la chanteuse française Mylène Farmer. Le groupe est aussi engagé des droits des personnes LGBT. Présents à la Gay Pride de Tel Aviv en 2012, ils ont aussi mis en ligne via YouTube une vidéo en faveur de l'adoption des lois pour le mariage pour tous en France.
En 2012, le duo a sorti son premier album international 9am to 5pm, 5pm to Whenever (Titre israélien lors de la sortie nationale en 2011 09:00 to 17:00, 17:00 to Whenever). TYP D.I.S.C.O., une reprise du groupe Ottawan est leur premier single au succès international.

## Historique

### Origines
En solo, Ivri Lider est une star de la pop en Israël, nommé artiste Israélien de l'année en 2005. Il a sorti six albums solo, tous récompensés d'un disque d'or ou de platine, il a aussi composé la musique des films Yossi et Jagger, Tu marcheras sur l'eau et The Bubble. Johnny « Yonatan » Goldstein est un producteur de musique ayant travaillé notamment avec Hadag Nahash ou encore Avishai Cohen.
En 2008, Goldstein demanda à Lider de contribuer à son album The Johnny Show, mais Lider n'était pas disponible. Un an plus tard, les deux se rencontrèrent et commencèrent leur collaboration – Goldstein envoyait à Lider une piste audio electro, et Lider lui renvoyait paroles et mélodies. Le duo arriva avec le concept de The Young Professionals, enregistrant la musique sous les traits de personnages « fashion » travaillant le jour et passant leurs soirées à danser dans des clubs.

### Concerts
T¥P, accompagnés du batteur Tal Tamari, ont fait une série de concerts. En 2011, ils ont, lors de leurs premier concert, à la « Fresh Paint Contemporary Art Fair » à Tel Aviv ; créé un spectacle vidéo en relation avec l'architecture du bâtiment abritant le musée d'art de Tel Aviv. Ils ont aussi joués au « Castro Fall 2011 Fashion Show » la même année. En 2012, ils ont joué sur la scène centrale de la parade de la Tel Aviv Gay Pride Parade, et sur le plateau de l'émission Le Grand Journal, en direct du Festival de Cannes.

### Le premier album
Le premier album du groupe, 09:00 to 17:00, 17:00 to Whenever, a été commercialisé en Israël en 2011. Chaque titre de l'album correspond à une heure différente de la journée, du travail au bureau durant les heures d'embauche aux heures de fête la nuit dans des clubs. Leur premier single enregistré, D.I.S.C.O, est une reprise de la chanson du même nom du groupe Ottawan sortie en 1979. Le clip (réalisé par Guy Sagy) comprend une danse élaborée du danseur Israélien Uriel Yekutiel, un collaborateur fréquent du groupe. Le single suivant, 20 Seconds, est décrit comme un « hypnotisant mélange de cool western electro et middle eastern heat ».
En janvier 2012, TYP signe pour trois albums avec Polydor qui entend donner au groupe une renommée mondiale. 09:00 to 17:00, 17:00 to Whenever est sorti en France en juin 2012 et en Amérique du Nord en juillet 2012, avec le titre 9am to 5pm, 5pm to Whenever s'adaptant au cadrant à 12 heures, utilisé par les Américains. La version de 2012 consiste en une liste des pistes audios légèrement différente vis-à-vis de la précédente, comprenant notamment une reprise du single Video Games de Lana Del Rey.
En mars 2012, TYP signa avec le promoteur américain d'événements Live Nation Entertainment.

## Récompenses
Au MTV EMA Awards de 2011, TYP a été nommé meilleur artiste Israélien.

## Discographie

### Albums
| Année       | Album                               | Positions | Notes |
| Année       | Album                               | FR        | Notes |
| ----------- | ----------------------------------- | --------- | --- |
| 2011 / 2012 | 9am to 5pm, 5pm to Whenever         | 114       | (titre original, Israël 2011): 09:00 to 17:00, 17:00 to Whenever / (titre international et France, 2012): 9am to 5pm, 5pm to Whenever |
| 2014        | Think Again                         | -         | EP de 5 titres |
| 2014        | Quick Quick, Star Star, Money Money | -         | - |

### EP et vinyls
- 2012: EP
- 2012: TYP Disco (The Remixes), Pt. 1 - EP
- 2012:TYP Disco (The Remixes), Pt. 2 - EP

### Singles
- 2011: 20 Seconds
- 2011: D.I.S.C.O.

International
| Année | Single        | Position | Album                       |
| Année | Single        | FR       | Album                       |
| ----- | ------------- | -------- | --------------------------- |
| 2012  | TYP D.I.S.C.O | 53       | 9am to 5pm, 5pm to Whenever |